# Gliese 876 d
Gliese 876 d – planeta pozasłoneczna typu superziemia orbitująca wokół gwiazdy Gliese 876. Kiedy jej odkrycie zostało potwierdzone 13 czerwca 2005 roku, była najmniejszą znaną planetą pozasłoneczną, obiegającą „zwykłą” gwiazdę. Poprzednie planety skaliste o podobnych rozmiarach zostały odkryte wokół pulsara PSR B1257+12 w roku 1992. Planety odkrywane przez kolejne 13 lat zawsze okazywały się ciałami o rozmiarach zbliżonych do Jowisza, niepodobnymi do Ziemi.
Jak dotąd nie przeprowadzono obserwacji potwierdzających z całkowitą pewnością skalistą naturę Gliese 876 d. Nie jest znana gęstość materii tworzącej tę planetę. Może się okazać, że jest to ciało typu gorącego neptuna, czyli mało masywna planeta-olbrzym podobna do Neptuna. Mogła ona stracić swoją atmosferę na skutek intensywnego promieniowania bliskiej gwiazdy centralnej. Niezależnie od typu planety, wysoka temperatura z pewnością uniemożliwia istnienie na Gliese 876 d form życia podobnych do ziemskich.